# Gretchen Barretto
Gretchen Barretto é uma atriz, modelo e cantora filipina.

## Filmografia

### Televisão
| Ano       | Título                    | Papel                       | Emissora    |
| 2013      | Huwag Ka Lang Mawawala    | Atty. Eva Custodio          | ABS-CBN     |
| 2013      | Juan dela Cruz            | Helen                       | ABS-CBN     |
| 2012-2013 | Princess and I            | Ashi Behati Rinpoche        | ABS-CBN     |
| 2010      | Magkaribal                | Victoria Valera/Anna Abella | ABS-CBN     |
| 2010      | Maalaala Mo Kaya: Larawan | Maria                       | ABS-CBN     |
| 2008      | Maalaala Mo Kaya: Salamin | Margarita                   | ABS-CBN     |
| 1978      | GMA Supershow             | Ela mesma                   | GMA Network |